# Lista di asteroidi (663001-664000)
Di seguito una lista di asteroidi dal numero 663001  al 664000 con data di scoperta e scopritore.

## 663001–663100
| Nome   | Designazione provvisoria | Data di scoperta  | Scopritore                |
| ------ | ------------------------ | ----------------- | ------------------------- |
| 663001 | 2006 WQ8                 | 16 novembre 2006  | Spacewatch                |
| 663002 | 2006 WL12                | 16 novembre 2006  | Mount Lemmon Survey       |
| 663003 | 2006 WX17                | 1 novembre 2006   | Mount Lemmon Survey       |
| 663004 | 2006 WR23                | 17 novembre 2006  | Mount Lemmon Survey       |
| 663005 | 2006 WU29                | 22 novembre 2006  | SSS                       |
| 663006 | 2006 WH30                | 23 novembre 2006  | V. S. Casulli             |
| 663007 | 2006 WS41                | 16 novembre 2006  | Mount Lemmon Survey       |
| 663008 | 2006 WQ42                | 16 novembre 2006  | Spacewatch                |
| 663009 | 2006 WT46                | 28 agosto 2005    | Spacewatch                |
| 663010 | 2006 WB50                | 16 novembre 2006  | Mount Lemmon Survey       |
| 663011 | 2006 WC57                | 16 novembre 2006  | Spacewatch                |
| 663012 | 2006 WC63                | 17 novembre 2006  | Mount Lemmon Survey       |
| 663013 | 2006 WF63                | 17 novembre 2006  | Mount Lemmon Survey       |
| 663014 | 2006 WV64                | 17 novembre 2006  | Mount Lemmon Survey       |
| 663015 | 2006 WQ68                | 21 ottobre 2006   | LUSS                      |
| 663016 | 2006 WE69                | 17 novembre 2006  | Mount Lemmon Survey       |
| 663017 | 2006 WP72                | 31 ottobre 2006   | Mount Lemmon Survey       |
| 663018 | 2006 WJ73                | 27 ottobre 2006   | Mount Lemmon Survey       |
| 663019 | 2006 WX75                | 18 novembre 2006  | Spacewatch                |
| 663020 | 2006 WL79                | 12 ottobre 2006   | NEAT                      |
| 663021 | 2006 WS80                | 18 novembre 2006  | Spacewatch                |
| 663022 | 2006 WB85                | 22 ottobre 1998   | ODAS                      |
| 663023 | 2006 WK98                | 19 novembre 2006  | Spacewatch                |
| 663024 | 2006 WK104               | 21 ottobre 2006   | Mount Lemmon Survey       |
| 663025 | 2006 WD107               | 19 novembre 2006  | CSS                       |
| 663026 | 2006 WF114               | 20 novembre 2006  | Spacewatch                |
| 663027 | 2006 WM118               | 20 novembre 2006  | Mount Lemmon Survey       |
| 663028 | 2006 WK119               | 2 novembre 2006   | Mount Lemmon Survey       |
| 663029 | 2006 WO119               | 21 novembre 2006  | Mount Lemmon Survey       |
| 663030 | 2006 WK121               | 21 novembre 2006  | Mount Lemmon Survey       |
| 663031 | 2006 WH122               | 21 novembre 2006  | Mount Lemmon Survey       |
| 663032 | 2006 WV124               | 22 novembre 2006  | Mount Lemmon Survey       |
| 663033 | 2006 WC125               | 12 novembre 2006  | Mount Lemmon Survey       |
| 663034 | 2006 WO131               | 17 novembre 2006  | Spacewatch                |
| 663035 | 2006 WD132               | 18 novembre 2006  | Spacewatch                |
| 663036 | 2006 WN136               | 19 novembre 2006  | Spacewatch                |
| 663037 | 2006 WU140               | 20 novembre 2006  | Spacewatch                |
| 663038 | 2006 WO143               | 20 novembre 2006  | Spacewatch                |
| 663039 | 2006 WN145               | 20 novembre 2006  | Spacewatch                |
| 663040 | 2006 WH151               | 4 ottobre 2006    | Mount Lemmon Survey       |
| 663041 | 2006 WQ152               | 21 novembre 2006  | Mount Lemmon Survey       |
| 663042 | 2006 WT152               | 21 novembre 2006  | Mount Lemmon Survey       |
| 663043 | 2006 WZ154               | 28 settembre 2006 | Mount Lemmon Survey       |
| 663044 | 2006 WE155               | 22 novembre 2006  | Spacewatch                |
| 663045 | 2006 WG155               | 21 ottobre 2006   | Mount Lemmon Survey       |
| 663046 | 2006 WE156               | 14 dicembre 2001  | Spacewatch                |
| 663047 | 2006 WF161               | 15 novembre 2006  | Mount Lemmon Survey       |
| 663048 | 2006 WK169               | 23 novembre 2006  | Spacewatch                |
| 663049 | 2006 WB175               | 1 aprile 2003     | M. W. Buie, A. B. Jordan  |
| 663050 | 2006 WR176               | 11 novembre 2006  | Mount Lemmon Survey       |
| 663051 | 2006 WG177               | 23 ottobre 2006   | Mount Lemmon Survey       |
| 663052 | 2006 WA184               | 25 novembre 2006  | Mount Lemmon Survey       |
| 663053 | 2006 WD192               | 15 novembre 2006  | Spacewatch                |
| 663054 | 2006 WM195               | 30 novembre 2006  | Spacewatch                |
| 663055 | 2006 WE201               | 16 novembre 2006  | Mount Lemmon Survey       |
| 663056 | 2006 WE205               | 19 novembre 2006  | Spacewatch                |
| 663057 | 2006 WH206               | 15 luglio 2017    | Pan-STARRS                |
| 663058 | 2006 WN208               | 17 novembre 2006  | Mount Lemmon Survey       |
| 663059 | 2006 WA209               | 19 novembre 2006  | CSS                       |
| 663060 | 2006 WT209               | 22 novembre 2006  | Spacewatch                |
| 663061 | 2006 WW209               | 28 ottobre 2011   | Mount Lemmon Survey       |
| 663062 | 2006 WA210               | 28 febbraio 2014  | Pan-STARRS                |
| 663063 | 2006 WE210               | 17 novembre 2006  | Spacewatch                |
| 663064 | 2006 WS210               | 28 febbraio 2008  | Mount Lemmon Survey       |
| 663065 | 2006 WP211               | 17 novembre 2006  | Spacewatch                |
| 663066 | 2006 WX211               | 11 giugno 2015    | Pan-STARRS                |
| 663067 | 2006 WD212               | 6 febbraio 2013   | Spacewatch                |
| 663068 | 2006 WE216               | 20 gennaio 2015   | Pan-STARRS                |
| 663069 | 2006 WT216               | 14 novembre 2015  | Mount Lemmon Survey       |
| 663070 | 2006 WZ216               | 28 febbraio 2008  | Spacewatch                |
| 663071 | 2006 WG217               | 13 febbraio 2008  | Mount Lemmon Survey       |
| 663072 | 2006 WQ217               | 28 settembre 2009 | Mount Lemmon Survey       |
| 663073 | 2006 WS217               | 16 novembre 2006  | Spacewatch                |
| 663074 | 2006 WD218               | 19 ottobre 2009   | Mount Lemmon Survey       |
| 663075 | 2006 WH219               | 23 maggio 2014    | Pan-STARRS                |
| 663076 | 2006 WN220               | 31 ottobre 2006   | Spacewatch                |
| 663077 | 2006 WA221               | 23 novembre 2006  | Mount Lemmon Survey       |
| 663078 | 2006 WL221               | 4 gennaio 2012    | Spacewatch                |
| 663079 | 2006 WT225               | 27 novembre 2006  | Mount Lemmon Survey       |
| 663080 | 2006 WV227               | 10 febbraio 2008  | Mount Lemmon Survey       |
| 663081 | 2006 WM228               | 6 settembre 2016  | Pan-STARRS                |
| 663082 | 2006 WU231               | 18 novembre 2006  | Spacewatch                |
| 663083 | 2006 WZ234               | 17 novembre 2006  | Spacewatch                |
| 663084 | 2006 WN235               | 16 novembre 2006  | Spacewatch                |
| 663085 | 2006 WK236               | 28 novembre 2006  | Mount Lemmon Survey       |
| 663086 | 2006 XC17                | 10 dicembre 2006  | Spacewatch                |
| 663087 | 2006 XY19                | 1 dicembre 2006   | Mount Lemmon Survey       |
| 663088 | 2006 XD32                | 3 settembre 2005  | Osservatorio di Mauna Kea |
| 663089 | 2006 XM35                | 11 dicembre 2006  | Spacewatch                |
| 663090 | 2006 XP57                | 17 novembre 2006  | Mount Lemmon Survey       |
| 663091 | 2006 XU57                | 14 dicembre 2006  | Spacewatch                |
| 663092 | 2006 XZ61                | 15 dicembre 2006  | Spacewatch                |
| 663093 | 2006 XV62                | 15 novembre 2006  | Mount Lemmon Survey       |
| 663094 | 2006 XH63                | 10 dicembre 2006  | LINEAR                    |
| 663095 | 2006 XM70                | 15 dicembre 2006  | Spacewatch                |
| 663096 | 2006 XG74                | 14 dicembre 2006  | Spacewatch                |
| 663097 | 2006 XS74                | 3 gennaio 1997    | Spacewatch                |
| 663098 | 2006 XJ75                | 21 novembre 1995  | Spacewatch                |
| 663099 | 2006 XN75                | 11 dicembre 2006  | Spacewatch                |
| 663100 | 2006 XZ75                | 12 marzo 2014     | Mount Lemmon Survey       |

## 663101–663200
| Nome   | Designazione provvisoria | Data di scoperta  | Scopritore                |
| ------ | ------------------------ | ----------------- | ------------------------- |
| 663101 | 2006 XM77                | 24 ottobre 2009   | CSS                       |
| 663102 | 2006 XY79                | 6 dicembre 2015   | Spacewatch                |
| 663103 | 2006 XX80                | 14 dicembre 2006  | Spacewatch                |
| 663104 | 2006 XY80                | 15 dicembre 2006  | Spacewatch                |
| 663105 | 2006 XT81                | 15 dicembre 2006  | Spacewatch                |
| 663106 | 2006 XZ81                | 14 dicembre 2006  | Spacewatch                |
| 663107 | 2006 YT2                 | 21 dicembre 2006  | R. Apitzsch               |
| 663108 | 2006 YO7                 | 13 dicembre 2006  | CSS                       |
| 663109 | 2006 YM11                | 16 novembre 2006  | Mount Lemmon Survey       |
| 663110 | 2006 YS15                | 28 novembre 2006  | Mount Lemmon Survey       |
| 663111 | 2006 YD17                | 13 dicembre 2006  | Mount Lemmon Survey       |
| 663112 | 2006 YG33                | 21 dicembre 2006  | Spacewatch                |
| 663113 | 2006 YU34                | 21 dicembre 2006  | Spacewatch                |
| 663114 | 2006 YP41                | 8 ottobre 2002    | LONEOS                    |
| 663115 | 2006 YQ41                | 22 dicembre 2006  | LINEAR                    |
| 663116 | 2006 YL53                | 24 dicembre 2006  | Spacewatch                |
| 663117 | 2006 YJ57                | 21 dicembre 2006  | Spacewatch                |
| 663118 | 2006 YL57                | 20 maggio 2014    | Pan-STARRS                |
| 663119 | 2006 YX57                | 16 aprile 2012    | Pan-STARRS                |
| 663120 | 2006 YY57                | 24 dicembre 2006  | Spacewatch                |
| 663121 | 2006 YC58                | 4 marzo 2013      | Pan-STARRS                |
| 663122 | 2006 YP58                | 10 dicembre 2006  | Spacewatch                |
| 663123 | 2006 YM60                | 15 dicembre 2006  | Spacewatch                |
| 663124 | 2006 YV60                | 27 dicembre 2006  | Mount Lemmon Survey       |
| 663125 | 2006 YG61                | 27 dicembre 2006  | Mount Lemmon Survey       |
| 663126 | 2006 YR62                | 27 dicembre 2006  | Mount Lemmon Survey       |
| 663127 | 2006 YV62                | 10 agosto 2015    | Pan-STARRS                |
| 663128 | 2006 YZ62                | 3 dicembre 2014   | Pan-STARRS                |
| 663129 | 2006 YR64                | 13 dicembre 2006  | Mount Lemmon Survey       |
| 663130 | 2006 YU65                | 25 ottobre 2009   | Spacewatch                |
| 663131 | 2006 YX66                | 25 dicembre 2006  | Spacewatch                |
| 663132 | 2006 YF67                | 17 dicembre 2006  | Mount Lemmon Survey       |
| 663133 | 2006 YF69                | 21 dicembre 2006  | Mount Lemmon Survey       |
| 663134 | 2006 YP69                | 20 dicembre 2006  | CSS                       |
| 663135 | 2007 AM4                 | 27 dicembre 2006  | Spacewatch                |
| 663136 | 2007 AT6                 | 9 gennaio 2007    | Spacewatch                |
| 663137 | 2007 AX13                | 16 dicembre 2006  | Spacewatch                |
| 663138 | 2007 AB22                | 15 gennaio 2007   | Spacewatch                |
| 663139 | 2007 AX31                | 9 gennaio 2007    | Mount Lemmon Survey       |
| 663140 | 2007 AH32                | 10 gennaio 2007   | Mount Lemmon Survey       |
| 663141 | 2007 AX32                | 21 dicembre 2006  | Mount Lemmon Survey       |
| 663142 | 2007 AH33                | 27 ottobre 2009   | Mount Lemmon Survey       |
| 663143 | 2007 AN33                | 10 gennaio 2007   | Mount Lemmon Survey       |
| 663144 | 2007 AX35                | 8 gennaio 2007    | Mount Lemmon Survey       |
| 663145 | 2007 BG7                 | 23 gennaio 2007   | W. Bickel                 |
| 663146 | 2007 BM19                | 21 gennaio 2007   | LINEAR                    |
| 663147 | 2007 BG26                | 24 dicembre 2006  | Spacewatch                |
| 663148 | 2007 BC33                | 24 gennaio 2007   | Mount Lemmon Survey       |
| 663149 | 2007 BE41                | 24 gennaio 2007   | Mount Lemmon Survey       |
| 663150 | 2007 BP45                | 25 gennaio 2007   | Spacewatch                |
| 663151 | 2007 BQ49                | 24 gennaio 2007   | Mount Lemmon Survey       |
| 663152 | 2007 BG51                | 24 gennaio 2007   | Spacewatch                |
| 663153 | 2007 BY51                | 24 gennaio 2007   | Spacewatch                |
| 663154 | 2007 BA54                | 27 dicembre 2006  | Mount Lemmon Survey       |
| 663155 | 2007 BJ55                | 11 settembre 2005 | Spacewatch                |
| 663156 | 2007 BL63                | 27 gennaio 2007   | Spacewatch                |
| 663157 | 2007 BK67                | 27 gennaio 2007   | Mount Lemmon Survey       |
| 663158 | 2007 BL71                | 28 gennaio 2007   | Mount Lemmon Survey       |
| 663159 | 2007 BS73                | 27 gennaio 2007   | Spacewatch                |
| 663160 | 2007 BF76                | 9 marzo 2011      | K. Černis                 |
| 663161 | 2007 BY76                | 27 novembre 2006  | Mount Lemmon Survey       |
| 663162 | 2007 BJ88                | 24 gennaio 2007   | Mount Lemmon Survey       |
| 663163 | 2007 BU97                | 19 gennaio 2007   | Osservatorio di Mauna Kea |
| 663164 | 2007 BE98                | 19 gennaio 2007   | Mauna Kea Obs.            |
| 663165 | 2007 BO103               | 10 gennaio 2007   | Mount Lemmon Survey       |
| 663166 | 2007 BN104               | 3 maggio 2008     | Mount Lemmon Survey       |
| 663167 | 2007 BD106               | 25 settembre 2016 | Pan-STARRS                |
| 663168 | 2007 BR106               | 17 gennaio 2007   | Spacewatch                |
| 663169 | 2007 BO107               | 27 agosto 2016    | Pan-STARRS                |
| 663170 | 2007 BX108               | 14 agosto 2012    | SSS                       |
| 663171 | 2007 BE109               | 23 novembre 2009  | Mount Lemmon Survey       |
| 663172 | 2007 BF109               | 13 agosto 2015    | Pan-STARRS                |
| 663173 | 2007 BK109               | 17 gennaio 2007   | Spacewatch                |
| 663174 | 2007 BO109               | 15 gennaio 2007   | Spacewatch                |
| 663175 | 2007 BU109               | 3 gennaio 2016    | Pan-STARRS                |
| 663176 | 2007 BW109               | 26 gennaio 2007   | Spacewatch                |
| 663177 | 2007 BD111               | 17 gennaio 2007   | Spacewatch                |
| 663178 | 2007 BM111               | 29 gennaio 2007   | Spacewatch                |
| 663179 | 2007 BV111               | 26 gennaio 2007   | Spacewatch                |
| 663180 | 2007 BO112               | 12 gennaio 2011   | Spacewatch                |
| 663181 | 2007 BR112               | 27 gennaio 2007   | Spacewatch                |
| 663182 | 2007 BG113               | 23 maggio 2014    | Pan-STARRS                |
| 663183 | 2007 BP113               | 29 gennaio 2007   | Spacewatch                |
| 663184 | 2007 BX114               | 27 gennaio 2007   | Mount Lemmon Survey       |
| 663185 | 2007 BK115               | 24 gennaio 2007   | Mount Lemmon Survey       |
| 663186 | 2007 BC116               | 17 gennaio 2007   | Mount Lemmon Survey       |
| 663187 | 2007 BH116               | 17 gennaio 2007   | Spacewatch                |
| 663188 | 2007 BW116               | 28 gennaio 2007   | Mount Lemmon Survey       |
| 663189 | 2007 BC117               | 18 agosto 2004    | NEON                      |
| 663190 | 2007 BW118               | 27 gennaio 2007   | Mount Lemmon Survey       |
| 663191 | 2007 CB10                | 6 febbraio 2007   | Mount Lemmon Survey       |
| 663192 | 2007 CU15                | 21 novembre 2006  | CSS                       |
| 663193 | 2007 CA18                | 8 febbraio 2007   | Mount Lemmon Survey       |
| 663194 | 2007 CU24                | 24 gennaio 2007   | CSS                       |
| 663195 | 2007 CT27                | 27 gennaio 2007   | Spacewatch                |
| 663196 | 2007 CU32                | 23 agosto 2004    | Spacewatch                |
| 663197 | 2007 CS34                | 6 febbraio 2007   | Mount Lemmon Survey       |
| 663198 | 2007 CE36                | 17 gennaio 2007   | Spacewatch                |
| 663199 | 2007 CZ39                | 6 febbraio 2007   | Mount Lemmon Survey       |
| 663200 | 2007 CO49                | 10 febbraio 2007  | Mount Lemmon Survey       |

## 663201–663300
| Nome                  | Designazione provvisoria | Data di scoperta  | Scopritore                |
| --------------------- | ------------------------ | ----------------- | ------------------------- |
| 663201                | 2007 CH53                | 10 gennaio 2007   | Mount Lemmon Survey       |
| 663202                | 2007 CT53                | 16 febbraio 2007  | CSS                       |
| 663203                | 2007 CZ56                | 19 luglio 2001    | NEAT                      |
| 663204                | 2007 CZ60                | 10 febbraio 2007  | CSS                       |
| 663205                | 2007 CZ64                | 27 gennaio 2007   | Spacewatch                |
| 663206                | 2007 CJ67                | 13 febbraio 2007  | Mount Lemmon Survey       |
| 663207                | 2007 CZ72                | 14 febbraio 2007  | Osservatorio di Mauna Kea |
| 663208                | 2007 CB81                | 8 febbraio 2007   | Mount Lemmon Survey       |
| 663209                | 2007 CS81                | 9 febbraio 2007   | Mount Lemmon Survey       |
| 663210                | 2007 CX81                | 13 marzo 2013     | Mount Lemmon Survey       |
| 663211                | 2007 CA84                | 6 febbraio 2007   | Mount Lemmon Survey       |
| 663212                | 2007 CD84                | 9 febbraio 2007   | Spacewatch                |
| 663213                | 2007 CL84                | 10 febbraio 2007  | Mount Lemmon Survey       |
| 663214                | 2007 CL85                | 26 dicembre 2006  | Spacewatch                |
| 663215                | 2007 DG6                 | 16 luglio 2004    | Cerro Tololo Obs.         |
| 663216                | 2007 DK8                 | 17 febbraio 2007  | Spacewatch                |
| 663217                | 2007 DH9                 | 17 febbraio 2007  | Spacewatch                |
| 663218                | 2007 DR9                 | 17 febbraio 2007  | Spacewatch                |
| 663219                | 2007 DF11                | 17 febbraio 2007  | Mount Lemmon Survey       |
| 663220                | 2007 DY13                | 27 gennaio 2007   | Mount Lemmon Survey       |
| 663221                | 2007 DG14                | 28 gennaio 2007   | Mount Lemmon Survey       |
| 663222                | 2007 DA17                | 17 febbraio 2007  | Spacewatch                |
| 663223                | 2007 DM17                | 17 febbraio 2007  | Spacewatch                |
| 663224                | 2007 DM20                | 17 febbraio 2007  | Spacewatch                |
| 663225                | 2007 DS26                | 17 febbraio 2007  | Spacewatch                |
| 663226                | 2007 DB27                | 17 febbraio 2007  | Spacewatch                |
| 663227                | 2007 DC27                | 3 aprile 2002     | Spacewatch                |
| 663228                | 2007 DF28                | 17 febbraio 2007  | Spacewatch                |
| 663229                | 2007 DZ42                | 17 febbraio 2007  | CSS                       |
| 663230                | 2007 DY43                | 15 agosto 2004    | Cerro Tololo Obs.         |
| 663231                | 2007 DK56                | 27 gennaio 2007   | Mount Lemmon Survey       |
| 663232                | 2007 DO61                | 19 febbraio 2007  | Mount Lemmon Survey       |
| 663233                | 2007 DQ62                | 8 febbraio 2007   | Spacewatch                |
| 663234                | 2007 DZ63                | 21 febbraio 2007  | Spacewatch                |
| 663235                | 2007 DG68                | 8 aprile 2002     | NEAT                      |
| 663236                | 2007 DX68                | 21 febbraio 2007  | Spacewatch                |
| 663237                | 2007 DR70                | 21 febbraio 2007  | Spacewatch                |
| 663238                | 2007 DM78                | 16 settembre 2004 | Spacewatch                |
| 663239                | 2007 DP79                | 23 febbraio 2007  | Spacewatch                |
| 663240                | 2007 DY80                | 23 febbraio 2007  | Mount Lemmon Survey       |
| 663241                | 2007 DH81                | 2 ottobre 2005    | Mount Lemmon Survey       |
| 663242                | 2007 DA82                | 23 agosto 2004    | Spacewatch                |
| 663243                | 2007 DX84                | 21 febbraio 2007  | R. Holmes                 |
| 663244                | 2007 DX89                | 28 gennaio 2007   | Mount Lemmon Survey       |
| 663245                | 2007 DB90                | 23 febbraio 2007  | Spacewatch                |
| 663246                | 2007 DW96                | 17 febbraio 2007  | Mount Lemmon Survey       |
| 663247                | 2007 DQ98                | 25 febbraio 2007  | Mount Lemmon Survey       |
| 663248                | 2007 DB99                | 27 gennaio 2007   | Mount Lemmon Survey       |
| 663249                | 2007 DQ103               | 25 febbraio 2007  | Spacewatch                |
| 663250                | 2007 DN108               | 9 marzo 2007      | Mount Lemmon Survey       |
| 663251                | 2007 DN119               | 7 ottobre 2005    | LONEOS                    |
| 663252                | 2007 DK120               | 25 febbraio 2007  | Mount Lemmon Survey       |
| 663253                | 2007 DH121               | 13 marzo 2013     | Spacewatch                |
| 663254                | 2007 DY121               | 28 ottobre 2017   | Pan-STARRS                |
| 663255                | 2007 DA123               | 14 gennaio 2018   | Mount Lemmon Survey       |
| 663256                | 2007 DO123               | 28 luglio 2009    | Spacewatch                |
| 663257                | 2007 DF124               | 21 novembre 2014  | Pan-STARRS                |
| 663258                | 2007 DY126               | 21 febbraio 2007  | Mount Lemmon Survey       |
| 663259                | 2007 DC128               | 1 aprile 2003     | SDSS Collaboration        |
| 663260                | 2007 DC132               | 25 febbraio 2007  | Spacewatch                |
| 663261                | 2007 DD132               | 17 febbraio 2007  | Spacewatch                |
| 663262                | 2007 DF133               | 22 febbraio 2007  | Spacewatch                |
| 663263                | 2007 ER1                 | 9 marzo 2007      | Spacewatch                |
| 663264                | 2007 EJ5                 | 15 settembre 2004 | Spacewatch                |
| 663265                | 2007 EN11                | 8 febbraio 2007   | Spacewatch                |
| 663266                | 2007 EV19                | 10 marzo 2007     | Mount Lemmon Survey       |
| 663267                | 2007 EF20                | 27 gennaio 2007   | Mount Lemmon Survey       |
| 663268                | 2007 EK21                | 10 marzo 2007     | Spacewatch                |
| 663269                | 2007 EX21                | 10 marzo 2007     | Mount Lemmon Survey       |
| 663270                | 2007 EK22                | 9 ottobre 2004    | Spacewatch                |
| 663271 Heinzreinhardt | 2007 EW26                | 11 marzo 2007     | U. Süßenberger            |
| 663272                | 2007 EL29                | 9 marzo 2007      | Spacewatch                |
| 663273                | 2007 EG32                | 10 marzo 2007     | Spacewatch                |
| 663274                | 2007 EV35                | 11 marzo 2007     | Mount Lemmon Survey       |
| 663275                | 2007 EE36                | 11 marzo 2007     | Spacewatch                |
| 663276                | 2007 EM44                | 22 febbraio 2007  | Spacewatch                |
| 663277                | 2007 EO49                | 10 marzo 2007     | Mount Lemmon Survey       |
| 663278                | 2007 EF64                | 22 novembre 2005  | Spacewatch                |
| 663279                | 2007 ED66                | 10 marzo 2007     | Spacewatch                |
| 663280                | 2007 EG70                | 10 marzo 2007     | Mount Lemmon Survey       |
| 663281                | 2007 ER72                | 10 marzo 2007     | Spacewatch                |
| 663282                | 2007 EV75                | 10 marzo 2007     | Mount Lemmon Survey       |
| 663283                | 2007 EK76                | 10 marzo 2007     | Spacewatch                |
| 663284                | 2007 EN76                | 24 luglio 2003    | D. Polishook              |
| 663285                | 2007 EC81                | 23 febbraio 2007  | Spacewatch                |
| 663286                | 2007 EH81                | 25 febbraio 2007  | Mount Lemmon Survey       |
| 663287                | 2007 ET92                | 27 gennaio 2007   | Spacewatch                |
| 663288                | 2007 EV95                | 1 dicembre 2005   | Spacewatch                |
| 663289                | 2007 EO101               | 11 marzo 2007     | Spacewatch                |
| 663290                | 2007 EN104               | 25 febbraio 2007  | Mount Lemmon Survey       |
| 663291                | 2007 ED106               | 11 marzo 2007     | Spacewatch                |
| 663292                | 2007 EA108               | 11 marzo 2007     | Spacewatch                |
| 663293                | 2007 ER115               | 11 settembre 2004 | Spacewatch                |
| 663294                | 2007 EV119               | 13 marzo 2007     | Mount Lemmon Survey       |
| 663295                | 2007 EB122               | 15 maggio 2004    | LINEAR                    |
| 663296                | 2007 EA129               | 9 marzo 2007      | Mount Lemmon Survey       |
| 663297                | 2007 EX139               | 21 febbraio 2007  | Mount Lemmon Survey       |
| 663298                | 2007 EP142               | 12 marzo 2007     | Spacewatch                |
| 663299                | 2007 EY145               | 26 febbraio 2007  | Mount Lemmon Survey       |
| 663300                | 2007 EP146               | 12 marzo 2007     | Mount Lemmon Survey       |

## 663301–663400
| Nome   | Designazione provvisoria | Data di scoperta  | Scopritore                |
| ------ | ------------------------ | ----------------- | ------------------------- |
| 663301 | 2007 EY148               | 12 marzo 2007     | Mount Lemmon Survey       |
| 663302 | 2007 EZ150               | 12 marzo 2007     | Mount Lemmon Survey       |
| 663303 | 2007 ES153               | 12 marzo 2007     | Mount Lemmon Survey       |
| 663304 | 2007 EJ161               | 15 marzo 2007     | Spacewatch                |
| 663305 | 2007 EH165               | 15 marzo 2007     | Mount Lemmon Survey       |
| 663306 | 2007 EE169               | 13 marzo 2007     | Spacewatch                |
| 663307 | 2007 ED172               | 14 marzo 2007     | Spacewatch                |
| 663308 | 2007 EB179               | 21 settembre 2003 | Spacewatch                |
| 663309 | 2007 EM186               | 15 marzo 2007     | Mount Lemmon Survey       |
| 663310 | 2007 EQ187               | 15 marzo 2007     | Mount Lemmon Survey       |
| 663311 | 2007 EM189               | 12 novembre 2005  | Spacewatch                |
| 663312 | 2007 EZ192               | 14 marzo 2007     | Spacewatch                |
| 663313 | 2007 EX206               | 26 marzo 2001     | Spacewatch                |
| 663314 | 2007 EM209               | 15 marzo 2007     | Spacewatch                |
| 663315 | 2007 ES220               | 11 marzo 2007     | Mount Lemmon Survey       |
| 663316 | 2007 EO223               | 9 marzo 2007      | Spacewatch                |
| 663317 | 2007 ET226               | 9 marzo 2007      | Mount Lemmon Survey       |
| 663318 | 2007 EO227               | 22 ottobre 2008   | Mount Lemmon Survey       |
| 663319 | 2007 EV228               | 12 settembre 2016 | Pan-STARRS                |
| 663320 | 2007 EE229               | 11 marzo 2007     | Spacewatch                |
| 663321 | 2007 EM232               | 20 aprile 2014    | Spacewatch                |
| 663322 | 2007 EW232               | 3 gennaio 2017    | Pan-STARRS                |
| 663323 | 2007 EA233               | 1 settembre 2013  | Mount Lemmon Survey       |
| 663324 | 2007 ET237               | 4 dicembre 2016   | Mount Lemmon Survey       |
| 663325 | 2007 EA238               | 29 gennaio 2014   | Spacewatch                |
| 663326 | 2007 EZ238               | 14 marzo 2007     | Spacewatch                |
| 663327 | 2007 EU243               | 9 marzo 2007      | Mount Lemmon Survey       |
| 663328 | 2007 FV1                 | 9 marzo 2007      | Spacewatch                |
| 663329 | 2007 FG5                 | 16 marzo 2007     | Spacewatch                |
| 663330 | 2007 FA7                 | 16 marzo 2007     | Mount Lemmon Survey       |
| 663331 | 2007 FP9                 | 11 novembre 2004  | Kitt Peak Obs.            |
| 663332 | 2007 FF13                | 19 marzo 2007     | CSS                       |
| 663333 | 2007 FN14                | 19 marzo 2007     | Mount Lemmon Survey       |
| 663334 | 2007 FQ14                | 19 marzo 2007     | Mount Lemmon Survey       |
| 663335 | 2007 FY16                | 10 marzo 2007     | Mount Lemmon Survey       |
| 663336 | 2007 FS17                | 20 marzo 2007     | Mount Lemmon Survey       |
| 663337 | 2007 FR18                | 10 marzo 2007     | Mount Lemmon Survey       |
| 663338 | 2007 FL27                | 23 febbraio 2007  | Spacewatch                |
| 663339 | 2007 FR29                | 20 marzo 2007     | Mount Lemmon Survey       |
| 663340 | 2007 FF36                | 26 marzo 2007     | Mount Lemmon Survey       |
| 663341 | 2007 FH36                | 26 marzo 2007     | Mount Lemmon Survey       |
| 663342 | 2007 FK42                | 10 marzo 2007     | Spacewatch                |
| 663343 | 2007 FF43                | 20 febbraio 2007  | SSS                       |
| 663344 | 2007 FA44                | 5 novembre 1999   | Spacewatch                |
| 663345 | 2007 FS52                | 20 marzo 2007     | Mount Lemmon Survey       |
| 663346 | 2007 FV52                | 25 marzo 2007     | Mount Lemmon Survey       |
| 663347 | 2007 FM53                | 26 marzo 2007     | Spacewatch                |
| 663348 | 2007 FC54                | 14 ottobre 2012   | Spacewatch                |
| 663349 | 2007 FA56                | 19 marzo 2007     | Mount Lemmon Survey       |
| 663350 | 2007 FH56                | 28 gennaio 2000   | Spacewatch                |
| 663351 | 2007 FE60                | 20 marzo 2007     | Mount Lemmon Survey       |
| 663352 | 2007 FF60                | 20 marzo 2007     | Mount Lemmon Survey       |
| 663353 | 2007 FH60                | 16 marzo 2007     | Spacewatch                |
| 663354 | 2007 FP62                | 16 marzo 2007     | Mount Lemmon Survey       |
| 663355 | 2007 FT63                | 26 marzo 2007     | Mount Lemmon Survey       |
| 663356 | 2007 GX9                 | 11 aprile 2007    | Spacewatch                |
| 663357 | 2007 GB13                | 17 marzo 2007     | LONEOS                    |
| 663358 | 2007 GX15                | 16 marzo 2007     | Mount Lemmon Survey       |
| 663359 | 2007 GL22                | 11 aprile 2007    | Mount Lemmon Survey       |
| 663360 | 2007 GX22                | 11 aprile 2007    | Mount Lemmon Survey       |
| 663361 | 2007 GV23                | 11 aprile 2007    | Spacewatch                |
| 663362 | 2007 GM26                | 14 aprile 2007    | Spacewatch                |
| 663363 | 2007 GP26                | 14 aprile 2007    | Spacewatch                |
| 663364 | 2007 GE35                | 14 aprile 2007    | Spacewatch                |
| 663365 | 2007 GV36                | 29 marzo 2007     | Spacewatch                |
| 663366 | 2007 GC37                | 14 aprile 2007    | Spacewatch                |
| 663367 | 2007 GB39                | 26 marzo 2007     | Mount Lemmon Survey       |
| 663368 | 2007 GK43                | 22 settembre 2003 | Spacewatch                |
| 663369 | 2007 GC58                | 13 marzo 2007     | Mount Lemmon Survey       |
| 663370 | 2007 GJ65                | 15 aprile 2007    | Spacewatch                |
| 663371 | 2007 GA71                | 15 aprile 2007    | Mount Lemmon Survey       |
| 663372 | 2007 GR71                | 7 aprile 2007     | Osservatorio di Mauna Kea |
| 663373 | 2007 GM78                | 24 novembre 2017  | Pan-STARRS                |
| 663374 | 2007 GP78                | 14 ottobre 2009   | Mount Lemmon Survey       |
| 663375 | 2007 GB79                | 15 aprile 2007    | CSS                       |
| 663376 | 2007 GE79                | 30 giugno 2014    | Pan-STARRS                |
| 663377 | 2007 HZ3                 | 31 marzo 2007     | NEAT                      |
| 663378 | 2007 HJ8                 | 14 marzo 2007     | Mount Lemmon Survey       |
| 663379 | 2007 HG9                 | 25 agosto 2001    | Spacewatch                |
| 663380 | 2007 HL10                | 18 aprile 2007    | Mount Lemmon Survey       |
| 663381 | 2007 HS15                | 25 marzo 2007     | Mount Lemmon Survey       |
| 663382 | 2007 HA20                | 18 aprile 2007    | Spacewatch                |
| 663383 | 2007 HT30                | 22 ottobre 2003   | SDSS Collaboration        |
| 663384 | 2007 HK32                | 19 aprile 2007    | Mount Lemmon Survey       |
| 663385 | 2007 HL34                | 19 aprile 2007    | Spacewatch                |
| 663386 | 2007 HS50                | 20 aprile 2007    | Spacewatch                |
| 663387 | 2007 HC54                | 22 aprile 2007    | Spacewatch                |
| 663388 | 2007 HD56                | 22 aprile 2007    | Spacewatch                |
| 663389 | 2007 HN60                | 20 aprile 2007    | Mount Lemmon Survey       |
| 663390 | 2007 HZ60                | 20 aprile 2007    | Spacewatch                |
| 663391 | 2007 HO64                | 22 aprile 2007    | Mount Lemmon Survey       |
| 663392 | 2007 HR70                | 11 aprile 2007    | Spacewatch                |
| 663393 | 2007 HZ79                | 24 aprile 2007    | Mount Lemmon Survey       |
| 663394 | 2007 HE82                | 25 aprile 2007    | Spacewatch                |
| 663395 | 2007 HU82                | 22 aprile 2007    | CSS                       |
| 663396 | 2007 HL92                | 21 aprile 2007    | L. H. Wasserman           |
| 663397 | 2007 HR95                | 22 aprile 2007    | Mount Lemmon Survey       |
| 663398 | 2007 HY99                | 19 aprile 2007    | Mount Lemmon Survey       |
| 663399 | 2007 HO100               | 26 aprile 2007    | Mount Lemmon Survey       |
| 663400 | 2007 HA101               | 25 aprile 2007    | Mount Lemmon Survey       |

## 663401–663500
| Nome               | Designazione provvisoria | Data di scoperta  | Scopritore                |
| ------------------ | ------------------------ | ----------------- | ------------------------- |
| 663401             | 2007 HL101               | 24 giugno 2015    | Pan-STARRS                |
| 663402             | 2007 HM101               | 16 ottobre 2009   | Mount Lemmon Survey       |
| 663403             | 2007 HJ102               | 24 aprile 2007    | Mount Lemmon Survey       |
| 663404             | 2007 HB104               | 19 agosto 2012    | SSS                       |
| 663405             | 2007 HJ107               | 29 dicembre 2014  | Mount Lemmon Survey       |
| 663406             | 2007 HM108               | 20 aprile 2007    | Mount Lemmon Survey       |
| 663407             | 2007 HS111               | 25 aprile 2007    | Mount Lemmon Survey       |
| 663408             | 2007 HZ111               | 18 aprile 2007    | Mount Lemmon Survey       |
| 663409             | 2007 HB112               | 25 marzo 2007     | Mount Lemmon Survey       |
| 663410             | 2007 HE112               | 25 aprile 2007    | Spacewatch                |
| 663411             | 2007 HF112               | 22 aprile 2007    | Spacewatch                |
| 663412             | 2007 HF115               | 12 dicembre 2004  | CINEOS                    |
| 663413             | 2007 JG8                 | 22 settembre 2004 | Spacewatch                |
| 663414             | 2007 JF11                | 7 maggio 2007     | Spacewatch                |
| 663415             | 2007 JV14                | 18 novembre 1998  | Spacewatch                |
| 663416             | 2007 JG15                | 18 aprile 2007    | Spacewatch                |
| 663417             | 2007 JN15                | 26 aprile 2007    | Spacewatch                |
| 663418             | 2007 JH20                | 18 aprile 2007    | Spacewatch                |
| 663419             | 2007 JR23                | 22 aprile 2007    | CSS                       |
| 663420             | 2007 JC24                | 27 settembre 2003 | SDSS Collaboration        |
| 663421             | 2007 JA26                | 9 maggio 2007     | Spacewatch                |
| 663422             | 2007 JJ30                | 11 maggio 2007    | Mount Lemmon Survey       |
| 663423             | 2007 JR33                | 25 aprile 2007    | Mount Lemmon Survey       |
| 663424             | 2007 JH37                | 10 maggio 2007    | Spacewatch                |
| 663425             | 2007 JX38                | 13 maggio 2007    | Mount Lemmon Survey       |
| 663426             | 2007 JS43                | 13 maggio 2007    | Mount Lemmon Survey       |
| 663427             | 2007 JG46                | 15 marzo 2007     | Mount Lemmon Survey       |
| 663428             | 2007 JM46                | 11 maggio 2007    | Mount Lemmon Survey       |
| 663429             | 2007 JF47                | 13 maggio 2007    | Mount Lemmon Survey       |
| 663430             | 2007 JN47                | 30 aprile 2014    | Pan-STARRS                |
| 663431             | 2007 JQ47                | 3 gennaio 2016    | Pan-STARRS                |
| 663432             | 2007 JT47                | 20 febbraio 2012  | Pan-STARRS                |
| 663433             | 2007 JU47                | 26 aprile 2007    | Mount Lemmon Survey       |
| 663434             | 2007 JF48                | 8 novembre 2010   | Mount Lemmon Survey       |
| 663435             | 2007 JN51                | 10 maggio 2007    | Mount Lemmon Survey       |
| 663436             | 2007 JD52                | 10 maggio 2007    | Spacewatch                |
| 663437             | 2007 JS52                | 9 maggio 2007     | Mount Lemmon Survey       |
| 663438             | 2007 KX                  | 14 marzo 2012     | Mount Lemmon Survey       |
| 663439             | 2007 KW4                 | 10 maggio 2007    | Mount Lemmon Survey       |
| 663440             | 2007 KL6                 | 25 maggio 2007    | Mount Lemmon Survey       |
| 663441             | 2007 KC10                | 1 ottobre 2009    | Mount Lemmon Survey       |
| 663442             | 2007 LY3                 | 13 ottobre 1999   | LINEAR                    |
| 663443             | 2007 LD5                 | 11 giugno 2007    | Spacewatch                |
| 663444             | 2007 LQ6                 | 20 marzo 2002     | Kitt Peak Obs.            |
| 663445             | 2007 LJ7                 | 12 maggio 2007    | PMO NEO                   |
| 663446             | 2007 LV7                 | 19 agosto 2003    | CINEOS                    |
| 663447             | 2007 LQ9                 | 19 aprile 2007    | Mount Lemmon Survey       |
| 663448             | 2007 LN14                | 10 giugno 2007    | Spacewatch                |
| 663449             | 2007 LD15                | 8 giugno 2007     | J. Broughton              |
| 663450             | 2007 LO23                | 13 giugno 2007    | Spacewatch                |
| 663451             | 2007 LC33                | 24 aprile 2007    | Mount Lemmon Survey       |
| 663452             | 2007 LH36                | 11 maggio 2007    | Spacewatch                |
| 663453             | 2007 LN38                | 5 giugno 2014     | Pan-STARRS                |
| 663454             | 2007 LA39                | 20 novembre 2008  | Spacewatch                |
| 663455             | 2007 MD                  | 16 giugno 2007    | N. Teamo, S. F. Hönig     |
| 663456             | 2007 ME2                 | 14 marzo 2007     | Mount Lemmon Survey       |
| 663457             | 2007 MZ3                 | 23 gennaio 2006   | Spacewatch                |
| 663458             | 2007 MK10                | 21 giugno 2007    | Mount Lemmon Survey       |
| 663459             | 2007 MD18                | 21 giugno 2007    | Mount Lemmon Survey       |
| 663460             | 2007 MC19                | 21 giugno 2007    | Mount Lemmon Survey       |
| 663461             | 2007 MD19                | 21 giugno 2007    | Mount Lemmon Survey       |
| 663462             | 2007 ML26                | 4 agosto 2003     | Spacewatch                |
| 663463             | 2007 MK30                | 8 luglio 2003     | NEAT                      |
| 663464             | 2007 NE7                 | 3 maggio 2003     | Spacewatch                |
| 663465             | 2007 OU2                 | 20 luglio 2007    | N. Teamo, S. F. Hönig     |
| 663466             | 2007 ON4                 | 20 luglio 2007    | V. S. Casulli             |
| 663467 Limeishu    | 2007 OT4                 | 21 luglio 2007    | Lin Qisheng, Ye Quanzhi   |
| 663468 Liaochichun | 2007 OQ5                 | 21 luglio 2007    | Lin Qisheng, Ye Quanzhi   |
| 663469             | 2007 OB11                | 18 luglio 2007    | Mount Lemmon Survey       |
| 663470             | 2007 OQ11                | 16 luglio 2007    | SSS                       |
| 663471             | 2007 PP5                 | 25 agosto 2003    | NEAT                      |
| 663472             | 2007 PT25                | 8 agosto 2007     | LINEAR                    |
| 663473             | 2007 PD28                | 14 agosto 2007    | N. Hashimoto, T. Sakamoto |
| 663474             | 2007 PJ28                | 12 agosto 2007    | LINEAR                    |
| 663475             | 2007 PP28                | 14 agosto 2007    | V. S. Casulli             |
| 663476             | 2007 PN31                | 8 agosto 2007     | LINEAR                    |
| 663477             | 2007 PR32                | 9 agosto 2007     | C. Rinner, F. Kugel       |
| 663478             | 2007 PM33                | 6 agosto 2007     | LUSS                      |
| 663479             | 2007 PT39                | 13 agosto 2007    | LINEAR                    |
| 663480             | 2007 PA44                | 18 luglio 2007    | Mount Lemmon Survey       |
| 663481             | 2007 PT49                | 10 agosto 2007    | Spacewatch                |
| 663482             | 2007 PG54                | 8 agosto 2007     | C. Rinner, F. Kugel       |
| 663483             | 2007 QB11                | 23 agosto 2007    | Spacewatch                |
| 663484             | 2007 QF12                | 31 agosto 2007    | K. Sárneczky, L. Kiss     |
| 663485             | 2007 QC17                | 21 agosto 2007    | LONEOS                    |
| 663486             | 2007 QV18                | 23 agosto 2007    | Spacewatch                |
| 663487             | 2007 QO19                | 4 marzo 2005      | Mount Lemmon Survey       |
| 663488             | 2007 QY20                | 23 agosto 2007    | Spacewatch                |
| 663489             | 2007 RT                  | 24 agosto 2007    | R. Ferrando, M. Ferrando  |
| 663490             | 2007 RF4                 | 4 febbraio 2005   | Spacewatch                |
| 663491             | 2007 RT9                 | 10 settembre 2007 | Mount Lemmon Survey       |
| 663492             | 2007 RC11                | 11 settembre 2007 | Mount Lemmon Survey       |
| 663493             | 2007 RF27                | 24 agosto 2007    | Spacewatch                |
| 663494             | 2007 RM27                | 4 settembre 2007  | Mount Lemmon Survey       |
| 663495             | 2007 RO29                | 4 settembre 2007  | CSS                       |
| 663496             | 2007 RD32                | 5 settembre 2007  | CSS                       |
| 663497             | 2007 RJ34                | 9 settembre 2007  | Spacewatch                |
| 663498             | 2007 RS40                | 9 settembre 2007  | Spacewatch                |
| 663499             | 2007 RM44                | 9 settembre 2007  | Spacewatch                |
| 663500             | 2007 RP46                | 9 settembre 2007  | Spacewatch                |

## 663501–663600
| Nome   | Designazione provvisoria | Data di scoperta  | Scopritore           |
| ------ | ------------------------ | ----------------- | -------------------- |
| 663501 | 2007 RF47                | 9 settembre 2007  | Mount Lemmon Survey  |
| 663502 | 2007 RG49                | 9 settembre 2007  | Mount Lemmon Survey  |
| 663503 | 2007 RQ51                | 9 settembre 2007  | Spacewatch           |
| 663504 | 2007 RJ53                | 9 settembre 2007  | Spacewatch           |
| 663505 | 2007 RG54                | 9 settembre 2007  | Spacewatch           |
| 663506 | 2007 RC59                | 22 luglio 2007    | R. Holmes            |
| 663507 | 2007 RF62                | 10 agosto 2007    | Spacewatch           |
| 663508 | 2007 RA72                | 3 settembre 2007  | CSS                  |
| 663509 | 2007 RS72                | 9 marzo 2005      | Spacewatch           |
| 663510 | 2007 RJ74                | 10 settembre 2007 | Mount Lemmon Survey  |
| 663511 | 2007 RY79                | 10 settembre 2007 | Mount Lemmon Survey  |
| 663512 | 2007 RD84                | 15 novembre 2003  | Spacewatch           |
| 663513 | 2007 RK88                | 10 settembre 2007 | Mount Lemmon Survey  |
| 663514 | 2007 RW89                | 13 marzo 2005     | Spacewatch           |
| 663515 | 2007 RV94                | 25 marzo 2006     | Spacewatch           |
| 663516 | 2007 RF100               | 11 settembre 2007 | Mount Lemmon Survey  |
| 663517 | 2007 RV100               | 12 marzo 2005     | Spacewatch           |
| 663518 | 2007 RK102               | 10 agosto 2007    | Spacewatch           |
| 663519 | 2007 RQ103               | 11 settembre 2007 | CSS                  |
| 663520 | 2007 RO105               | 11 settembre 2007 | CSS                  |
| 663521 | 2007 RE107               | 18 luglio 2007    | Mount Lemmon Survey  |
| 663522 | 2007 RW108               | 11 settembre 2007 | Spacewatch           |
| 663523 | 2007 RR110               | 11 settembre 2007 | Mount Lemmon Survey  |
| 663524 | 2007 RE111               | 11 settembre 2007 | Spacewatch           |
| 663525 | 2007 RR113               | 11 settembre 2007 | Spacewatch           |
| 663526 | 2007 RC118               | 11 settembre 2007 | Spacewatch           |
| 663527 | 2007 RS120               | 12 settembre 2007 | Mount Lemmon Survey  |
| 663528 | 2007 RD123               | 12 settembre 2007 | Mount Lemmon Survey  |
| 663529 | 2007 RN128               | 12 settembre 2007 | Mount Lemmon Survey  |
| 663530 | 2007 RA130               | 12 settembre 2007 | Mount Lemmon Survey  |
| 663531 | 2007 RT135               | 8 settembre 2007  | W. Bickel            |
| 663532 | 2007 RR145               | 14 settembre 2007 | LINEAR               |
| 663533 | 2007 RT151               | 10 settembre 2007 | Spacewatch           |
| 663534 | 2007 RO156               | 10 settembre 2007 | Mount Lemmon Survey  |
| 663535 | 2007 RQ160               | 12 settembre 2007 | Mount Lemmon Survey  |
| 663536 | 2007 RE168               | 16 novembre 2003  | Spacewatch           |
| 663537 | 2007 RF170               | 10 agosto 2007    | Spacewatch           |
| 663538 | 2007 RF173               | 10 settembre 2007 | Spacewatch           |
| 663752 | 2007 UG72                | 10 aprile 2005    | Mount Lemmon Survey  |
| 663753 | 2007 UQ74                | 8 ottobre 2007    | Spacewatch           |
| 663754 | 2007 UW74                | 31 ottobre 2007   | Mount Lemmon Survey  |
| 663755 | 2007 UF75                | 31 ottobre 2007   | Mount Lemmon Survey  |
| 663756 | 2007 UK76                | 31 ottobre 2007   | Mount Lemmon Survey  |
| 663757 | 2007 UK80                | 12 marzo 2005     | Spacewatch           |
| 663758 | 2007 UK83                | 14 settembre 2007 | Mount Lemmon Survey  |
| 663759 | 2007 UA103               | 30 ottobre 2007   | Mount Lemmon Survey  |
| 663760 | 2007 UO106               | 31 ottobre 2007   | Mount Lemmon Survey  |
| 663761 | 2007 UB119               | 20 settembre 2007 | Spacewatch           |
| 663762 | 2007 US119               | 7 ottobre 2007    | Mount Lemmon Survey  |
| 663763 | 2007 UB120               | 12 ottobre 2007   | Mount Lemmon Survey  |
| 663764 | 2007 UE120               | 30 ottobre 2007   | Mount Lemmon Survey  |
| 663765 | 2007 UZ123               | 11 ottobre 2007   | LUSS                 |
| 663766 | 2007 UA136               | 24 ottobre 2007   | Mount Lemmon Survey  |
| 663767 | 2007 UD138               | 19 ottobre 2007   | CSS                  |
| 663768 | 2007 UZ145               | 31 gennaio 2009   | Mount Lemmon Survey  |
| 663769 | 2007 UB146               | 20 ottobre 2007   | Mount Lemmon Survey  |
| 663770 | 2007 UZ151               | 28 dicembre 2013  | Spacewatch           |
| 663771 | 2007 UG153               | 21 ottobre 2007   | Mount Lemmon Survey  |
| 663772 | 2007 UE155               | 18 ottobre 2007   | Spacewatch           |
| 663773 | 2007 UM155               | 30 ottobre 2007   | Mount Lemmon Survey  |
| 663774 | 2007 UV155               | 20 ottobre 2007   | Mount Lemmon Survey  |
| 663775 | 2007 UJ156               | 30 ottobre 2007   | Spacewatch           |
| 663776 | 2007 UF164               | 18 ottobre 2007   | Mount Lemmon Survey  |
| 663777 | 2007 VW5                 | 10 ottobre 2007   | LONEOS               |
| 663778 | 2007 VZ5                 | 2 novembre 2007   | S. Matičič           |
| 663779 | 2007 VC7                 | 9 ottobre 2007    | Spacewatch           |
| 663780 | 2007 VN7                 | 2 novembre 2007   | G. Hug               |
| 663781 | 2007 VY14                | 1 novembre 2007   | Spacewatch           |
| 663782 | 2007 VN32                | 21 luglio 2002    | NEAT                 |
| 663783 | 2007 VM37                | 12 aprile 2005    | Kitt Peak Obs.       |
| 663784 | 2007 VF39                | 12 ottobre 2007   | Mount Lemmon Survey  |
| 663785 | 2007 VN43                | 1 novembre 2007   | Spacewatch           |
| 663786 | 2007 VM45                | 1 novembre 2007   | Spacewatch           |
| 663787 | 2007 VC56                | 22 ottobre 2003   | SDSS Collaboration   |
| 663788 | 2007 VA65                | 1 novembre 2007   | Spacewatch           |
| 663789 | 2007 VE74                | 18 ottobre 2007   | Spacewatch           |
| 663790 | 2007 VH80                | 14 ottobre 2001   | Spacewatch           |
| 663791 | 2007 VZ82                | 4 novembre 2007   | Mount Lemmon Survey  |
| 663792 | 2007 VF88                | 8 novembre 2007   | CSS                  |
| 663793 | 2007 VK94                | 7 novembre 2007   | A. Asami, S. Urakawa |
| 663794 | 2007 VD97                | 1 novembre 2007   | Spacewatch           |
| 663795 | 2007 VP104               | 3 novembre 2007   | Spacewatch           |
| 663796 | 2007 VK105               | 24 agosto 2007    | Spacewatch           |
| 663797 | 2007 VC106               | 9 ottobre 2007    | Mount Lemmon Survey  |
| 663798 | 2007 VK112               | 14 settembre 2007 | Mount Lemmon Survey  |
| 663799 | 2007 VY114               | 3 novembre 2007   | Spacewatch           |
| 663800 | 2007 VE120               | 9 ottobre 2007    | Mount Lemmon Survey  |

## 663801–663900
| Nome   | Designazione provvisoria | Data di scoperta  | Scopritore          |
| ------ | ------------------------ | ----------------- | ------------------- |
| 663801 | 2007 VL120               | 11 aprile 2005    | Spacewatch          |
| 663802 | 2007 VH126               | 14 settembre 2007 | Mount Lemmon Survey |
| 663803 | 2007 VG130               | 7 ottobre 2007    | Mount Lemmon Survey |
| 663804 | 2007 VP130               | 7 maggio 2006     | Spacewatch          |
| 663805 | 2007 VL136               | 20 ottobre 2007   | Spacewatch          |
| 663806 | 2007 VY144               | 4 novembre 2007   | Spacewatch          |
| 663807 | 2007 VG149               | 12 ottobre 2007   | Mount Lemmon Survey |
| 663808 | 2007 VV151               | 4 ottobre 2007    | Spacewatch          |
| 663809 | 2007 VO152               | 2 novembre 2007   | Spacewatch          |
| 663810 | 2007 VL156               | 14 ottobre 2007   | Mount Lemmon Survey |
| 663811 | 2007 VD157               | 5 novembre 2007   | Spacewatch          |
| 663812 | 2007 VG157               | 5 novembre 2007   | Spacewatch          |
| 663813 | 2007 VH161               | 21 ottobre 2007   | Mount Lemmon Survey |
| 663814 | 2007 VM165               | 4 agosto 2003     | Spacewatch          |
| 663815 | 2007 VH182               | 12 ottobre 2007   | Mount Lemmon Survey |
| 663816 | 2007 VL188               | 22 settembre 2003 | NEAT                |
| 663817 | 2007 VF219               | 9 novembre 2007   | Spacewatch          |
| 663818 | 2007 VE221               | 12 novembre 2007  | Mount Lemmon Survey |
| 663819 | 2007 VC228               | 2 novembre 2007   | Spacewatch          |
| 663820 | 2007 VA233               | 7 novembre 2007   | Spacewatch          |
| 663821 | 2007 VG233               | 31 ottobre 2007   | Mount Lemmon Survey |
| 663822 | 2007 VR235               | 16 aprile 2005    | Spacewatch          |
| 663823 | 2007 VZ243               | 16 ottobre 2007   | Mount Lemmon Survey |
| 663824 | 2007 VW250               | 9 novembre 2007   | CSS                 |
| 663825 | 2007 VB253               | 13 novembre 2007  | Mount Lemmon Survey |
| 663826 | 2007 VN254               | 15 novembre 2007  | Mount Lemmon Survey |
| 663827 | 2007 VV256               | 13 novembre 2007  | Mount Lemmon Survey |
| 663828 | 2007 VW257               | 15 novembre 2007  | Mount Lemmon Survey |
| 663829 | 2007 VA258               | 2 novembre 2007   | Mount Lemmon Survey |
| 663830 | 2007 VK259               | 15 novembre 2007  | Mount Lemmon Survey |
| 663831 | 2007 VE264               | 16 ottobre 2007   | Mount Lemmon Survey |
| 663832 | 2007 VT280               | 3 novembre 2007   | Spacewatch          |
| 663833 | 2007 VX285               | 5 novembre 2007   | Spacewatch          |
| 663834 | 2007 VH287               | 11 aprile 2005    | Mount Lemmon Survey |
| 663835 | 2007 VM288               | 2 novembre 2007   | Spacewatch          |
| 663836 | 2007 VE294               | 20 ottobre 2003   | Spacewatch          |
| 663837 | 2007 VA304               | 12 ottobre 2007   | Mount Lemmon Survey |
| 663838 | 2007 VB324               | 8 novembre 2007   | Spacewatch          |
| 663839 | 2007 VK339               | 9 novembre 2007   | Spacewatch          |
| 663840 | 2007 VW339               | 13 novembre 2007  | Mount Lemmon Survey |
| 663841 | 2007 VR340               | 4 novembre 2007   | Mount Lemmon Survey |
| 663842 | 2007 VJ342               | 13 novembre 2007  | Spacewatch          |
| 663843 | 2007 VM342               | 19 giugno 2010    | Mount Lemmon Survey |
| 663844 | 2007 VG344               | 8 ottobre 2012    | Pan-STARRS          |
| 663845 | 2007 VG346               | 11 ottobre 2007   | Mount Lemmon Survey |
| 663846 | 2007 VU346               | 2 novembre 2007   | Mount Lemmon Survey |
| 663847 | 2007 VC348               | 1 novembre 2011   | CSS                 |
| 663848 | 2007 VL350               | 14 luglio 2016    | Pan-STARRS          |
| 663849 | 2007 VX351               | 21 giugno 2017    | Pan-STARRS          |
| 663850 | 2007 VQ354               | 4 maggio 2014     | Pan-STARRS          |
| 663851 | 2007 VP357               | 29 settembre 2017 | Pan-STARRS          |
| 663852 | 2007 VU357               | 4 novembre 2012   | Mount Lemmon Survey |
| 663853 | 2007 VM358               | 8 novembre 2007   | Mount Lemmon Survey |
| 663854 | 2007 VZ358               | 4 novembre 2007   | Spacewatch          |
| 663855 | 2007 VR359               | 18 ottobre 2012   | Pan-STARRS          |
| 663856 | 2007 VC360               | 3 novembre 2007   | Mount Lemmon Survey |
| 663857 | 2007 VF360               | 9 novembre 2007   | Mount Lemmon Survey |
| 663858 | 2007 VW360               | 5 novembre 2007   | Spacewatch          |
| 663859 | 2007 VT361               | 7 novembre 2007   | Spacewatch          |
| 663860 | 2007 VU363               | 3 novembre 2007   | Mount Lemmon Survey |
| 663861 | 2007 VM364               | 5 novembre 2007   | Spacewatch          |
| 663862 | 2007 WK                  | 16 novembre 2007  | LINEAR              |
| 663863 | 2007 WR9                 | 30 ottobre 2007   | Mount Lemmon Survey |
| 663864 | 2007 WD14                | 21 maggio 2006    | Spacewatch          |
| 663865 | 2007 WV17                | 20 dicembre 2004  | Mount Lemmon Survey |
| 663866 | 2007 WA18                | 3 novembre 2007   | Spacewatch          |
| 663867 | 2007 WE24                | 18 novembre 2007  | Mount Lemmon Survey |
| 663868 | 2007 WW25                | 18 novembre 2007  | Mount Lemmon Survey |
| 663869 | 2007 WL26                | 2 novembre 2007   | Spacewatch          |
| 663870 | 2007 WY26                | 16 aprile 2005    | Spacewatch          |
| 663871 | 2007 WM27                | 16 febbraio 2004  | Spacewatch          |
| 663872 | 2007 WS29                | 2 novembre 2007   | Spacewatch          |
| 663873 | 2007 WY33                | 19 novembre 2007  | Mount Lemmon Survey |
| 663874 | 2007 WN38                | 19 novembre 2007  | Mount Lemmon Survey |
| 663875 | 2007 WU38                | 18 dicembre 2003  | Spacewatch          |
| 663876 | 2007 WW40                | 13 aprile 2005    | CSS                 |
| 663877 | 2007 WQ42                | 8 novembre 2007   | Spacewatch          |
| 663878 | 2007 WT42                | 18 novembre 2007  | PMO NEO             |
| 663879 | 2007 WV42                | 19 novembre 2007  | Spacewatch          |
| 663880 | 2007 WC46                | 20 settembre 2003 | Spacewatch          |
| 663881 | 2007 WO47                | 21 ottobre 2007   | Mount Lemmon Survey |
| 663882 | 2007 WF48                | 20 novembre 2007  | Mount Lemmon Survey |
| 663883 | 2007 WQ49                | 20 novembre 2007  | Mount Lemmon Survey |
| 663884 | 2007 WY50                | 21 settembre 2003 | Spacewatch          |
| 663885 | 2007 WE51                | 8 novembre 2007   | Spacewatch          |
| 663886 | 2007 WG61                | 21 novembre 2007  | Mount Lemmon Survey |
| 663887 | 2007 WL63                | 20 novembre 2007  | Spacewatch          |
| 663888 | 2007 WX64                | 18 novembre 2007  | Mount Lemmon Survey |
| 663889 | 2007 WZ64                | 17 novembre 2007  | Mount Lemmon Survey |
| 663890 | 2007 WC66                | 25 agosto 2014    | Pan-STARRS          |
| 663891 | 2007 WS66                | 20 novembre 2007  | Spacewatch          |
| 663892 | 2007 WJ70                | 14 novembre 1999  | Spacewatch          |
| 663893 | 2007 WU71                | 19 novembre 2007  | Spacewatch          |
| 663894 | 2007 XR4                 | 3 dicembre 2007   | Spacewatch          |
| 663895 | 2007 XL5                 | 9 novembre 2007   | Spacewatch          |
| 663896 | 2007 XT5                 | 7 novembre 2007   | Spacewatch          |
| 663897 | 2007 XE7                 | 16 novembre 2007  | R. Holmes           |
| 663898 | 2007 XQ8                 | 6 marzo 1999      | Spacewatch          |
| 663899 | 2007 XW14                | 5 dicembre 2007   | Mount Lemmon Survey |
| 663900 | 2007 XE27                | 14 dicembre 2007  | Spacewatch          |

## 663901–664000
| Nome   | Designazione provvisoria | Data di scoperta  | Scopritore          |
| ------ | ------------------------ | ----------------- | ------------------- |
| 663901 | 2007 XK37                | 13 dicembre 2007  | LINEAR              |
| 663902 | 2007 XH49                | 15 dicembre 2007  | Spacewatch          |
| 663903 | 2007 XN63                | 7 luglio 2016     | Pan-STARRS          |
| 663904 | 2007 XO63                | 26 giugno 2011    | Mount Lemmon Survey |
| 663905 | 2007 XW63                | 12 febbraio 2004  | Spacewatch          |
| 663906 | 2007 XE64                | 3 dicembre 2007   | Spacewatch          |
| 663907 | 2007 XB65                | 6 dicembre 2007   | CSS                 |
| 663908 | 2007 XC65                | 24 novembre 2012  | Spacewatch          |
| 663909 | 2007 XC66                | 25 ottobre 2011   | Pan-STARRS          |
| 663910 | 2007 XT66                | 27 febbraio 2014  | Pan-STARRS          |
| 663911 | 2007 XA67                | 5 dicembre 2007   | Spacewatch          |
| 663912 | 2007 XE72                | 15 dicembre 2007  | Mount Lemmon Survey |
| 663913 | 2007 YW3                 | 20 dicembre 2007  | Mount Lemmon Survey |
| 663914 | 2007 YD5                 | 16 dicembre 2007  | CSS                 |
| 663915 | 2007 YX19                | 16 dicembre 2007  | Spacewatch          |
| 663916 | 2007 YS21                | 4 dicembre 2007   | Spacewatch          |
| 663917 | 2007 YX21                | 16 dicembre 2007  | Spacewatch          |
| 663918 | 2007 YH22                | 4 dicembre 2007   | Mount Lemmon Survey |
| 663919 | 2007 YE25                | 18 dicembre 2007  | Spacewatch          |
| 663920 | 2007 YA27                | 18 dicembre 2007  | Mount Lemmon Survey |
| 663921 | 2007 YU30                | 28 dicembre 2007  | Spacewatch          |
| 663922 | 2007 YK32                | 28 dicembre 2007  | Spacewatch          |
| 663923 | 2007 YU36                | 30 dicembre 2007  | Mount Lemmon Survey |
| 663924 | 2007 YX44                | 30 dicembre 2007  | Mount Lemmon Survey |
| 663925 | 2007 YY44                | 30 dicembre 2007  | Spacewatch          |
| 663926 | 2007 YK55                | 31 dicembre 2007  | Mount Lemmon Survey |
| 663927 | 2007 YO56                | 30 dicembre 2007  | Spacewatch          |
| 663928 | 2007 YC60                | 20 dicembre 2007  | CSS                 |
| 663929 | 2007 YZ68                | 5 novembre 2007   | Spacewatch          |
| 663930 | 2007 YG76                | 16 dicembre 2007  | Mount Lemmon Survey |
| 663931 | 2007 YH77                | 5 dicembre 2007   | Spacewatch          |
| 663932 | 2007 YY77                | 10 settembre 2010 | CSS                 |
| 663933 | 2007 YR78                | 13 agosto 2010    | Spacewatch          |
| 663934 | 2007 YC79                | 30 dicembre 2007  | Spacewatch          |
| 663935 | 2007 YA80                | 16 dicembre 2007  | Mount Lemmon Survey |
| 663936 | 2007 YT80                | 3 dicembre 2012   | Mount Lemmon Survey |
| 663937 | 2007 YK83                | 31 marzo 2009     | Spacewatch          |
| 663938 | 2007 YY87                | 12 agosto 2016    | Pan-STARRS          |
| 663939 | 2007 YK90                | 18 dicembre 2007  | Spacewatch          |
| 663940 | 2007 YQ92                | 17 dicembre 2007  | Spacewatch          |
| 663941 | 2007 YQ93                | 16 dicembre 2007  | Mount Lemmon Survey |
| 663942 | 2007 YD94                | 17 dicembre 2007  | Mount Lemmon Survey |
| 663943 | 2008 AW5                 | 2 novembre 2007   | Spacewatch          |
| 663944 | 2008 AZ11                | 10 gennaio 2008   | Mount Lemmon Survey |
| 663945 | 2008 AM14                | 19 dicembre 2007  | R. Holmes           |
| 663946 | 2008 AB16                | 31 dicembre 2007  | Spacewatch          |
| 663947 | 2008 AS17                | 30 dicembre 2007  | Mount Lemmon Survey |
| 663948 | 2008 AW25                | 10 gennaio 2008   | Mount Lemmon Survey |
| 663949 | 2008 AM27                | 10 gennaio 2008   | Mount Lemmon Survey |
| 663950 | 2008 AX31                | 10 gennaio 2008   | CSS                 |
| 663951 | 2008 AS41                | 26 settembre 2006 | Mount Lemmon Survey |
| 663952 | 2008 AS46                | 3 gennaio 2008    | Spacewatch          |
| 663953 | 2008 AU52                | 30 dicembre 2007  | Mount Lemmon Survey |
| 663954 | 2008 AF60                | 11 gennaio 2008   | Spacewatch          |
| 663955 | 2008 AM61                | 11 gennaio 2008   | Spacewatch          |
| 663956 | 2008 AN62                | 22 ottobre 2006   | Spacewatch          |
| 663957 | 2008 AJ66                | 11 gennaio 2008   | Spacewatch          |
| 663958 | 2008 AA69                | 11 gennaio 2008   | Spacewatch          |
| 663959 | 2008 AZ78                | 6 dicembre 2007   | Mount Lemmon Survey |
| 663960 | 2008 AR88                | 30 dicembre 2007  | Spacewatch          |
| 663961 | 2008 AS96                | 18 dicembre 2007  | Mount Lemmon Survey |
| 663962 | 2008 AU102               | 17 settembre 2006 | Spacewatch          |
| 663963 | 2008 AL117               | 10 gennaio 2008   | LUSS                |
| 663964 | 2008 AJ121               | 30 gennaio 2008   | Mount Lemmon Survey |
| 663965 | 2008 AC123               | 25 febbraio 2008  | Mount Lemmon Survey |
| 663966 | 2008 AX127               | 11 gennaio 2008   | Spacewatch          |
| 663967 | 2008 AP128               | 14 gennaio 2008   | Spacewatch          |
| 663968 | 2008 AC131               | 21 ottobre 2006   | Mount Lemmon Survey |
| 663969 | 2008 AF137               | 18 gennaio 2008   | Mount Lemmon Survey |
| 663970 | 2008 AT139               | 11 gennaio 2008   | CSS                 |
| 663971 | 2008 AF140               | 12 gennaio 2008   | Spacewatch          |
| 663972 | 2008 AH140               | 2 agosto 2016     | Pan-STARRS          |
| 663973 | 2008 AE141               | 20 agosto 2017    | Pan-STARRS          |
| 663974 | 2008 AK141               | 18 giugno 2010    | Mount Lemmon Survey |
| 663975 | 2008 AV141               | 11 aprile 2013    | Spacewatch          |
| 663976 | 2008 AD142               | 23 aprile 2014    | CTIO-DECam          |
| 663977 | 2008 AE142               | 28 settembre 2006 | Spacewatch          |
| 663978 | 2008 AM145               | 18 dicembre 2007  | Mount Lemmon Survey |
| 663979 | 2008 AS145               | 1 gennaio 2008    | Spacewatch          |
| 663980 | 2008 AD146               | 14 gennaio 2008   | Spacewatch          |
| 663981 | 2008 AO146               | 18 gennaio 2013   | Spacewatch          |
| 663982 | 2008 AO147               | 3 maggio 2014     | Mount Lemmon Survey |
| 663983 | 2008 AG149               | 7 novembre 2012   | Spacewatch          |
| 663984 | 2008 AN150               | 12 gennaio 2008   | Mount Lemmon Survey |
| 663985 | 2008 AE156               | 1 gennaio 2008    | Spacewatch          |
| 663986 | 2008 BD1                 | 16 gennaio 2008   | Mount Lemmon Survey |
| 663987 | 2008 BS1                 | 16 gennaio 2008   | Mount Lemmon Survey |
| 663988 | 2008 BO5                 | 16 gennaio 2008   | Mount Lemmon Survey |
| 663989 | 2008 BF7                 | 20 dicembre 2007  | Spacewatch          |
| 663990 | 2008 BO9                 | 19 settembre 2001 | SDSS Collaboration  |
| 663991 | 2008 BN25                | 8 marzo 2003      | Spacewatch          |
| 663992 | 2008 BS27                | 27 settembre 2006 | Mount Lemmon Survey |
| 663993 | 2008 BP29                | 30 gennaio 2008   | Mount Lemmon Survey |
| 663994 | 2008 BR34                | 30 gennaio 2008   | Spacewatch          |
| 663995 | 2008 BS45                | 31 gennaio 2008   | CSS                 |
| 663996 | 2008 BK47                | 30 gennaio 2008   | CSS                 |
| 663997 | 2008 BE49                | 31 gennaio 2008   | Mount Lemmon Survey |
| 663998 | 2008 BD53                | 18 gennaio 2008   | Mount Lemmon Survey |
| 663999 | 2008 BD57                | 18 gennaio 2008   | Spacewatch          |
| 664000 | 2008 BF57                | 24 ottobre 2013   | Spacewatch          |